# Hipposideros kingstonae
{{#ifeq:0|0|{{#if:|{{#if:Hipposideroskingstonae|[[]}}|}}}}
Hipposideros kingstonae — вид кажанів родини Hipposideridae. Вперше описаний у 2023 році, він був названий на честь Тігги Кінгстон на честь її роботи зі збереження кажанів у Південно-Східній Азії. Вид надійно відомий у далекому південному Таїланді, півострові Малайзія та Сабах на півночі Борнео. Проте, ймовірно, він більш поширений на Борнео, а також може зустрічатися на сусідньому острові Палаван на Філіппінах. Виходячи з даних мітохондріальної ДНК, вид найбільше споріднений з Hipposideros bicolor і Hipposideros kunzi. Однак морфологічно він нагадує інший близький вид, Hipposideros einnaythu з М'янми. Однак H. einnaythu трохи більший і відрізняється деталями носового листка та бакулума.

## Ареал і середовище проживання
Вид зустрічається лише в п'яти основних місцях Південно-Східної Азії; два ліси в Таїланді – ліс Хала в провінції Яла та болотний ліс Пру То Даенг у провінції Наратхіват – один з Малайзії в заповіднику дикої природи Крау в Пахангу та два в Сабаху, Борнео в печерах Мадай і Гунунг Кінабалу. Можливо, H. kingstonae був помилково задокументований як H. cineraceus; якщо так, кажана бачили в низинних тропічних лісах, крім того, його найвища зареєстрована висота була 1800 м над рівнем моря. Однак його справжні місця ночівлі невідомі, а також географічне поширення виду в Південно-Східній Азії.